# Maki's
De maki's of echte lemuren (Lemuridae) vormen een familie van halfapen die alleen voorkomt op Madagaskar en nabijgelegen eilanden. Tot deze familie behoren de bij het grote publiek bekendste halfapen, waaronder de ringstaartmaki (Lemur catta), die regelmatig in dierentuinen te zien is. De wetenschappelijke naam van de familie werd in 1821 gepubliceerd door John Edward Gray. Er zijn 21 bekende soorten in vijf geslachten.
De lemuren zijn vernoemd naar de Romeinse lemures, de geesten van de doden die 's nachts gillen slaken. De geluiden van de maki's deden de eerste onderzoekers van Madagaskar denken aan deze lemures.
Maki's komen op heel Madagaskar voor, behalve in de binnenlanden. Ze leven in alle bostypen, van de droge stekelige bossen in het zuiden tot de vochtige regenwouden in het oosten.

## Gedrag
Maki's zijn over de gehele dag verspreid actief. Na een rustpauze volgt een actieve periode. Deze rustpauzes en perioden van activiteit zijn onafhankelijk van het tijdstip van de dag en kunnen zowel overdag als 's nachts plaatsvinden.
De meeste maki's eten vruchten, aangevuld met bladeren, knoppen en bloemen. Ook vangt de maki weleens geleedpotigen en kleine gewervelde dieren. Halfmaki's zijn gespecialiseerde bamboe-eters.
Maki's leven in kleine gemengde groepen of in paren. Meestal is het sociale systeem zeer complex. De dieren vlooien elkaar, net als andere primaten, maar niet met de handen, maar met de tanden. Ze kennen een hele reeks aan geluiden, voornamelijk om de groepsleden te waarschuwen voor roofdieren of om te communiceren met nabijgelegen groepen. Ook hebben maki's geurklieren, waarmee ze geursporen achterlaten.
Maki's die leven in paarverband zijn monogaam. De in groepen levende soorten niet, en mannetjes vechten met elkaar om te mogen paren met een vrouwtje in oestrus. Meestal paren uiteindelijk alle mannetjes in een groep met het vrouwtje, maar één dominant mannetje is meestal de vader van de meeste jongen. De meeste soorten krijgen slechts één jong, met uitzondering van de bonte maki, die regelmatig tweelingen krijgt. De draagtijd duurt tussen de vier en vijf maanden. De meeste maki's dragen hun jongen vanaf de geboorte, maar sommige soorten bouwen een nest.
De maki's zijn de belangrijkste prooi voor de fossa (Cryptoprocta ferox). Jonge dieren worden soms gegrepen door grotere roofvogels.

## Beschrijving
Het zijn viervoeters, met lange staarten en korte oren. De snuit steekt uit. Maki's worden ongeveer zo groot als een kat. Ze verschillen in grootte van de halfmaki's, die 25 tot 45 centimeter lang worden en 700 tot 2500 gram zwaar, tot de bonte maki, die 50 tot 55 centimeter lang wordt en 3 tot 4,5 kilogram zwaar is. Qua grootte is er weinig verschil tussen mannetjes en vrouwtjes: vrouwtjes worden iets groter. Sommige soorten kennen wel seksueel dimorfisme in de vachtkleur en het gezichtspatroon.

## Taxonomie
Deze familie bestaat uit vijf geslachten met 21 soorten.
- Familie: Lemuridae (Maki's) (21 soorten)
  - Geslacht: Eulemur (Echte maki's) (12 soorten)
    - Soort: Eulemur albifrons (Witkopmaki)
    - Soort: Eulemur cinereiceps (Grijskopmaki)
    - Soort: Eulemur collaris (Roodkraagmaki)
    - Soort: Eulemur coronatus (Kroonmaki)
    - Soort: Eulemur flavifrons (Blauwoogmaki)
    - Soort: Eulemur fulvus (Bruine maki)
    - Soort: Eulemur macaco (Moormaki)
    - Soort: Eulemur mongoz (Mongozmaki)
    - Soort: Eulemur rubriventer (Roodbuikmaki)
    - Soort: Eulemur rufifrons
    - Soort: Eulemur rufus (Roodkopmaki)
    -  Soort: Eulemur sanfordi (Sanfords maki)

  - Geslacht: Hapalemur (Halfmaki's of bamboemaki's) (5 soorten)
    - Soort: Hapalemur alaotrensis (Alaotrabamboemaki)
    - Soort: Hapalemur aureus (Gouden halfmaki)
    - Soort: Hapalemur griseus (Grijze halfmaki)
    - Soort: Hapalemur meridionalis
    -  Soort: Hapalemur occidentalis

  - Geslacht: Lemur (Ringstaartmaki's) (1 soort)
    -  Soort: Lemur catta (Ringstaartmaki)

  - Geslacht: Prolemur (1 soort)
    -  Soort: Prolemur simus (Breedsnuithalfmaki)

  -  Geslacht: Varecia (Vari's) (2 soorten)
    - Soort: Varecia rubra (Rode vari)
    -  Soort: Varecia variegata (Vari)

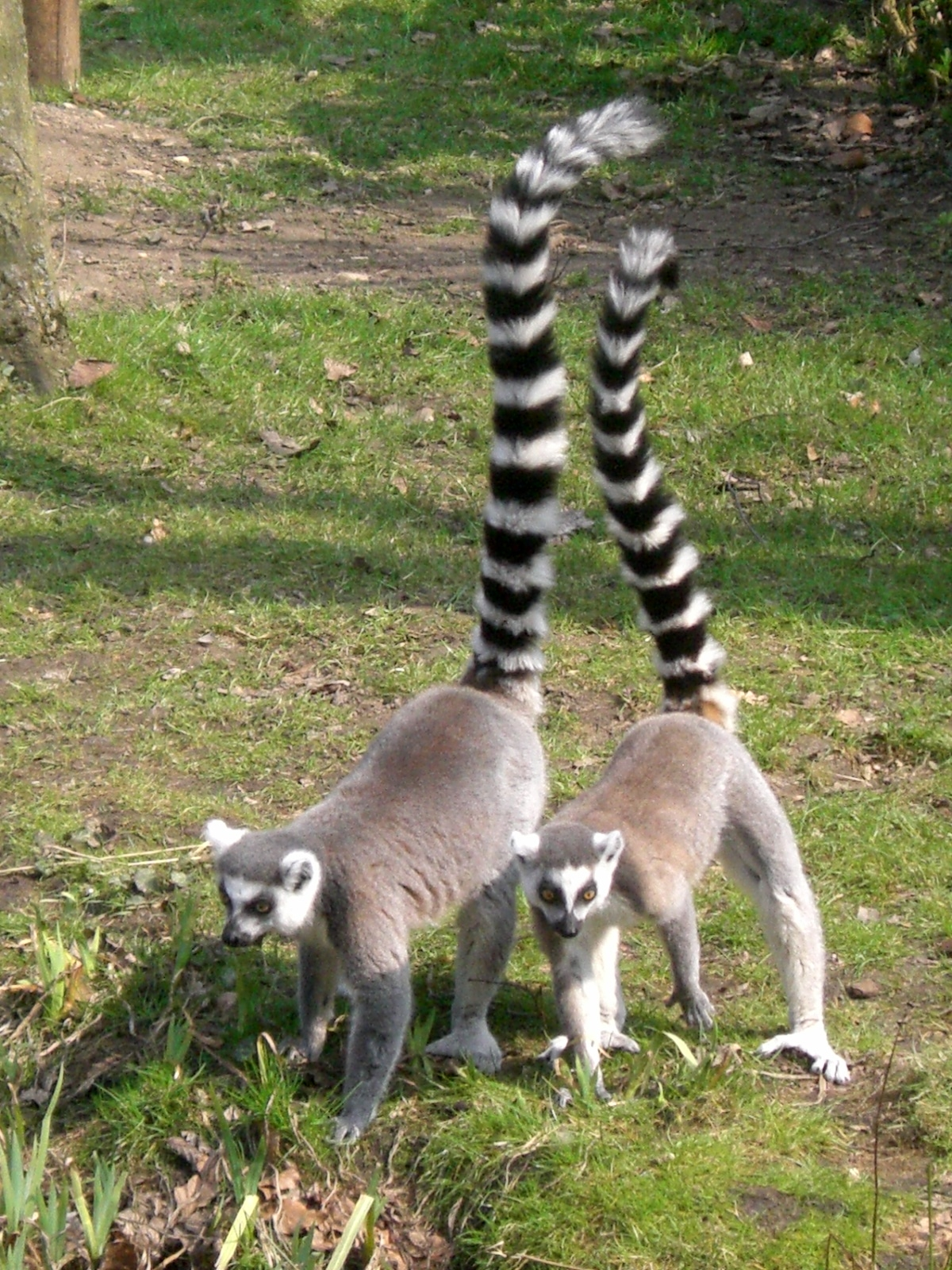
Ringstaartmaki, Lemur catta
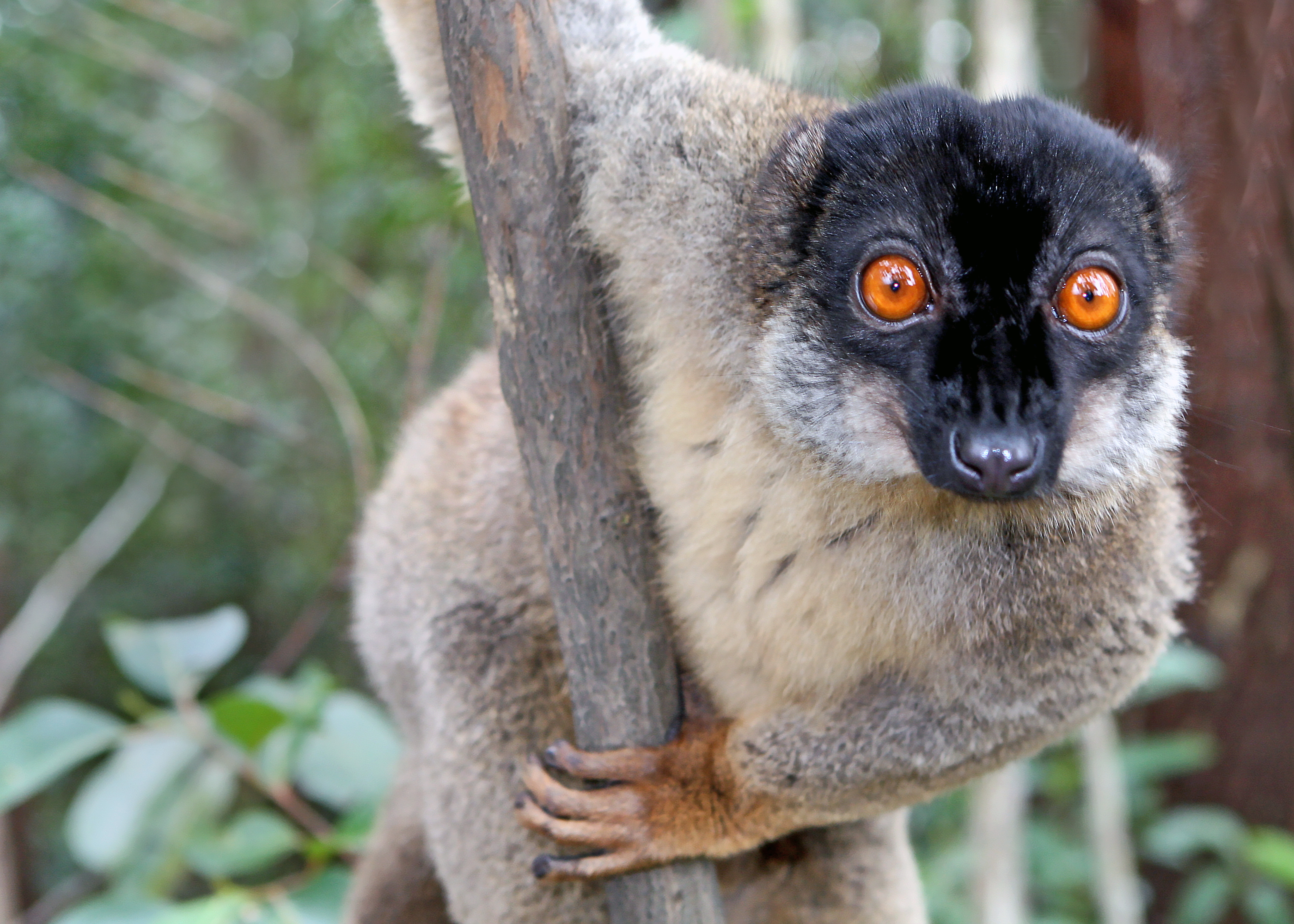
Bruine maki, Eulemur fulvus
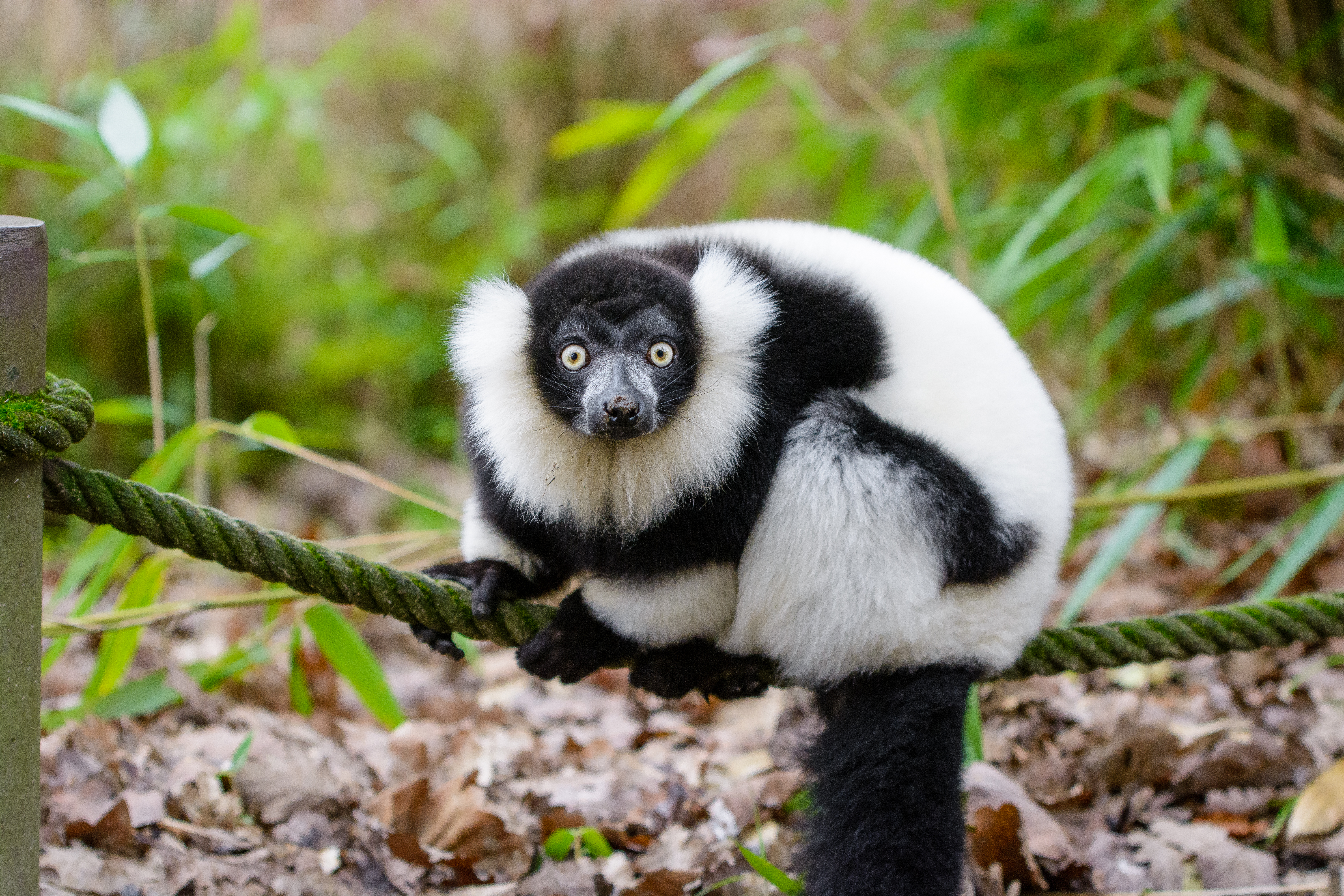
Vari, Varecia variegata
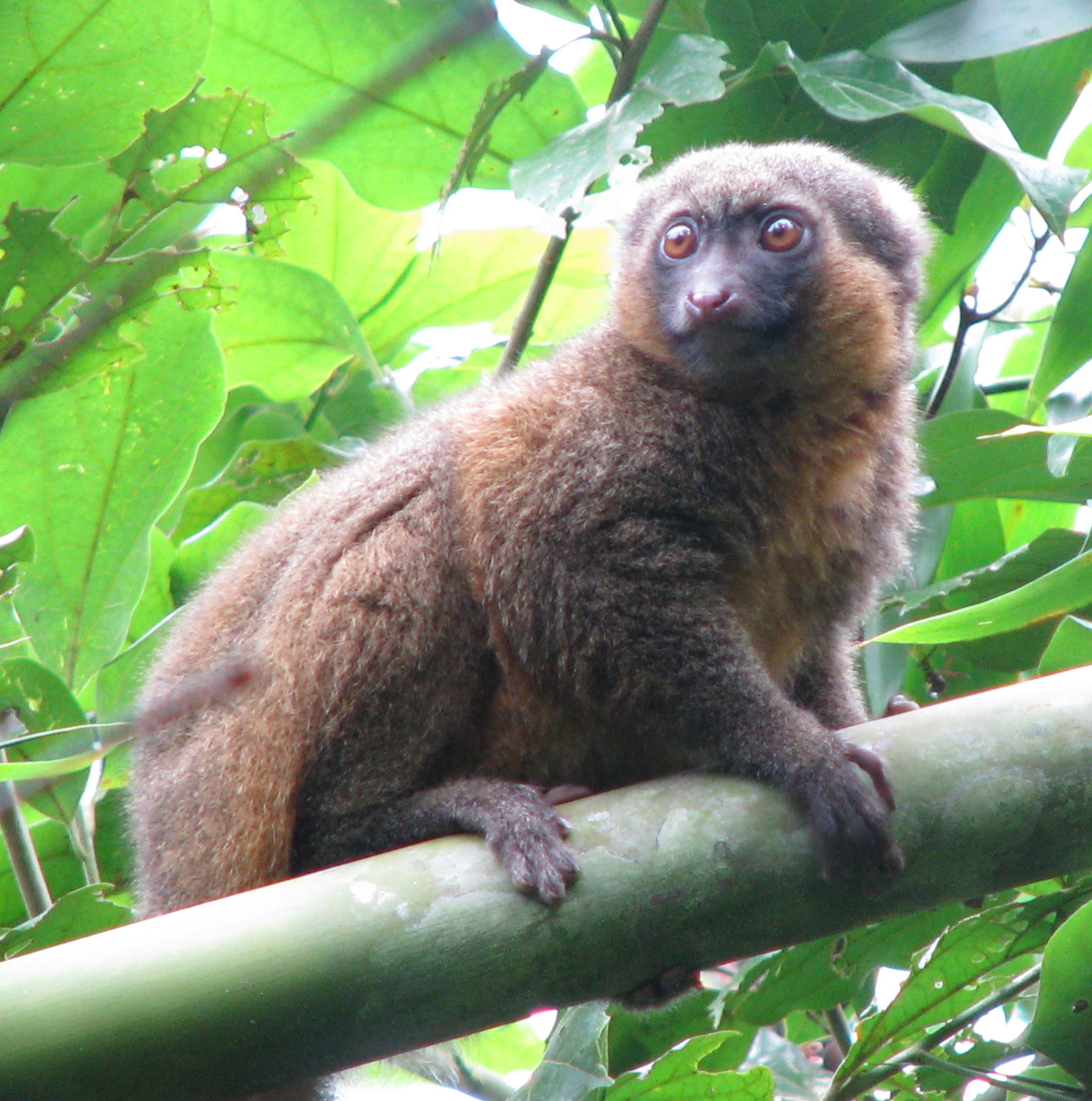
Gouden halfmaki, Hapalemur aureus
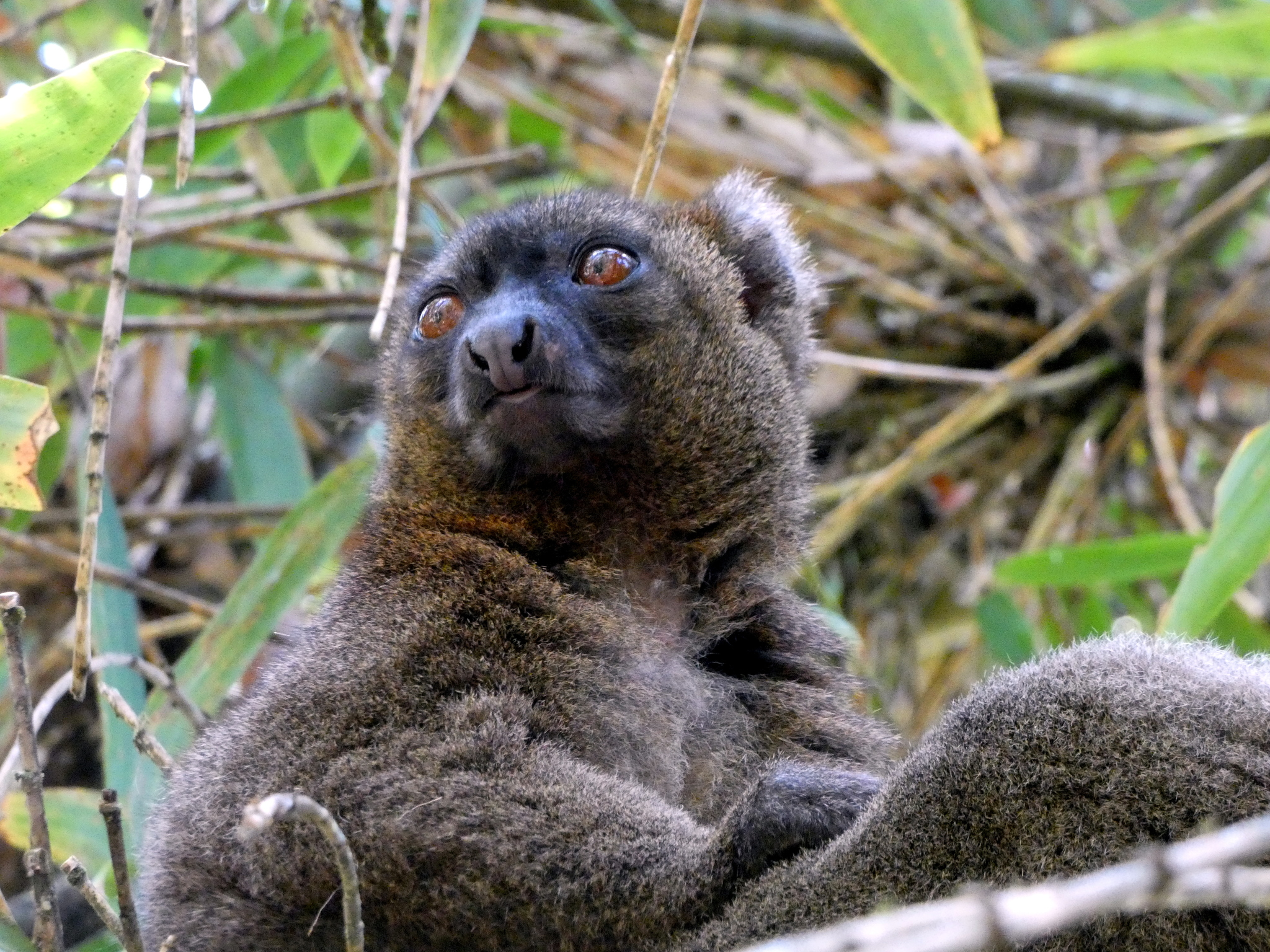
Breedsnuithalfmaki, Prolemur simus